# Aerogel

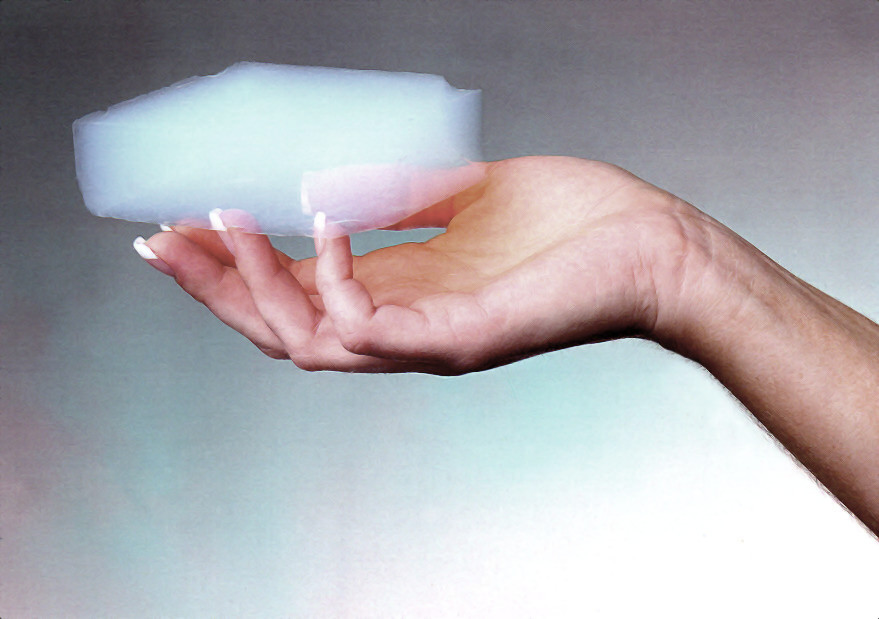
Aerogelquader auf einer Hand

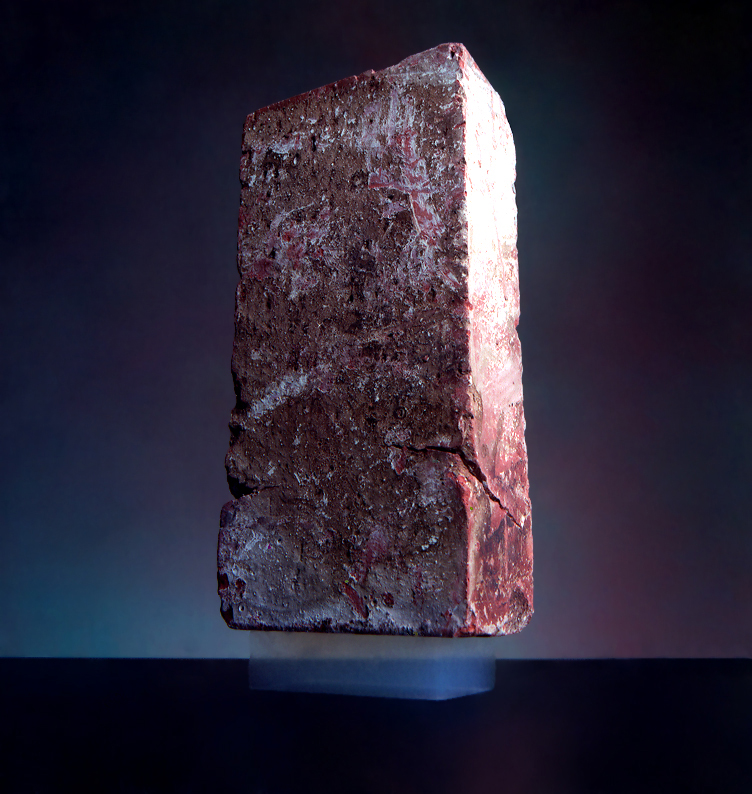
Ein 2,5 kg schwerer Ziegel getragen von einem 2 g schweren Stück Aerogel

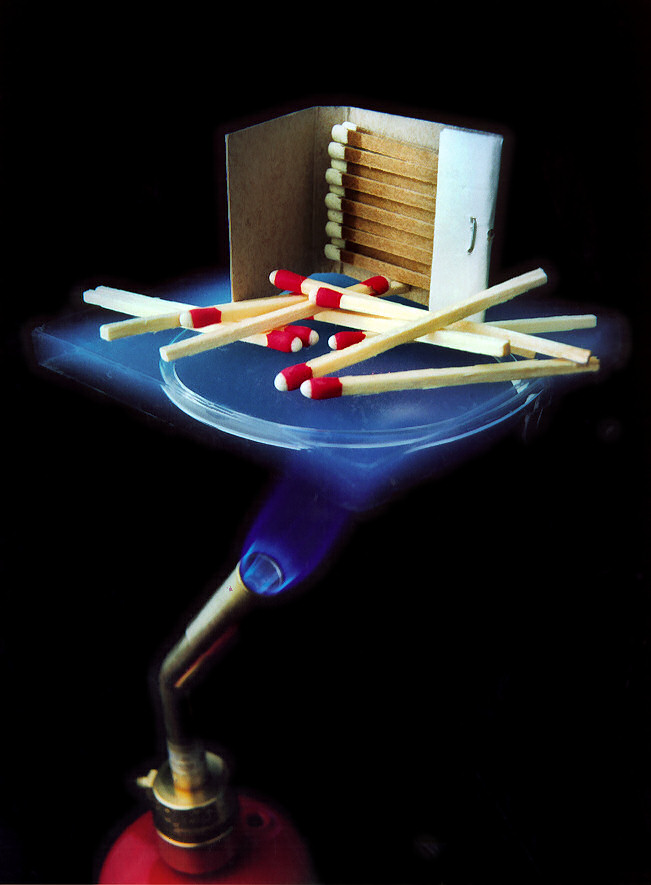
Aerogel als Wärmeisolator

Aerogele [aˈeːroˌɡeːl] sind hochporöse Festkörper, bei denen bis zu 99,98 % des Volumens aus Poren bestehen. Es gibt verschiedene Arten von Aerogelen, wobei solche auf Silicatbasis am verbreitetsten sind. Andere Materialien, beispielsweise auf Kunststoff- oder Kohlenstoffbasis, kommen in Spezialfällen zur Anwendung. Grundsätzlich können alle Metalloxide, Polymere und einige andere Stoffe als Ausgangsbasis für die Aerogelsynthese mittels eines Sol-Gel-Prozesses verwendet werden.

## Eigenschaften und Struktur
Aerogele weisen eine stark dendritische Struktur auf, also eine Verästelung von Partikelketten mit sehr vielen Zwischenräumen in Form von offenen Poren. Diese Ketten besitzen Kontaktstellen, so dass sich letztendlich das Bild eines stabilen, schwammartigen Netzes ergibt. Dessen Aggregate verfügen über eine fraktale Dimension, sind also in einem gewissen Ausmaß selbstähnlich.
Die Porengröße liegt im Nanometerbereich und die inneren Oberflächen können mit bis zu 1000 m²/g außergewöhnlich groß werden. Dadurch können Aerogele u. a. als Wärmedämm- oder Filtermaterial eingesetzt werden. Darüber hinaus besteht die Möglichkeit, biologisch aktive Moleküle, Proteine oder gar ganze Zellen einzulagern. Aerogele halten 14 Einträge im Guinness-Buch der Rekorde für Materialeigenschaften, inklusive „bester Isolator“ und „leichtester Feststoff“. Rekordhalter in der Kategorie „Feststoff mit der geringsten Dichte“ wurde 2012 Aerographit mit 99,99 % Luft und 0,01 % graphitischem Kohlenstoff (d. h. 0,2 mg/cm³ ohne enthaltene Luft), abgelöst 2013 durch Aerographen (0,16 mg/cm³ ohne enthaltene Luft).
Da besonders Silicat-Aerogele in ihrer Vielfalt vergleichsweise gut untersucht sind, kann man für diese Aerogel-Gruppe recht genaue Angaben machen. Ihre Eigenschaften gleichen dabei qualitativ wie zum Großteil auch quantitativ recht gut jenen der anderen Aerogele mit jedoch teilweise spezifischen Eigenheiten. Die genauen Stoffeigenschaften können – je nach Ausgangsmaterial und Herstellungsprozess – durchaus stark voneinander abweichen; sie können daher auf die gewünschte Verwendung abgestimmt werden. Die Bezeichnung Silicat-Aerogel bezieht sich dabei jedoch auf die Struktur und weniger auf die chemische Zusammensetzung des Materials. Letztere entspricht etwa SiO(OH)y(OR)z, mit y und z als vom Herstellungsprozess abhängigen Parametern.
Die hohe optische Transparenz, zusammen mit einem Brechungsindex von etwa 1,007 bis 1,24 und einem typischen Wert von 1,02, macht Aerogele auch in optischer Hinsicht interessant. Ein Silicat-Aerogel erscheint vor dunklem Hintergrund milchig-blau, weil das Siliciumdioxid die kürzeren Wellenlängen (das heißt, die blauen Anteile des weißen Lichts) mehr streut als die längerwellige Strahlung. Dieser Effekt lässt sich in Form der Rayleigh-Streuung auch beim Tageslicht in der Erdatmosphäre beobachten. Aufgrund dieser Eigenschaft erscheinen Silicat-Aerogele halbtransparent bis transparent (siehe Fotos rechts) und tragen daher auch die Beinamen „gefrorener Rauch“ oder „blauer Rauch“. Trotz seiner durchsichtigen Erscheinung fühlt sich das Aerogel wie harter Kunststoff-Schaum an.
Die einzelnen Partikel der Silicat-Aerogele sind rund ein bis zehn Nanometer groß und der Abstand zwischen den Ketten beträgt etwa 10 bis 100 nm. Die zylinderförmigen Mesoporen sind recht gut zugänglich und besitzen definitionsgemäß einen Durchmesser von 2 nm bis 50 nm, wobei die Porosität (der Volumenanteil der Luftporen) im Bereich von 80 bis 99,8 % liegt. Die Rohdichte bewegt sich folglich im Bereich von 0,16 (Aerographen) bis 500 mg/cm³ mit einem typischen Wert von 100 mg/cm³ (Luft in den Poren nicht in die Masse eingerechnet), wohingegen die Reindichte (Grundmaterial ohne Poren) bei 1,7 bis 2,1 g/cm³ liegt. Dementsprechend weisen Silicat-Aerogele eine mit 100 bis 1.600 m²/g und einem typischen Wert von 600 m²/g sehr hohe spezifische Oberfläche auf.
Die Wärmeleitfähigkeit in Luft bei 300 Kelvin ist mit 0,017 bis 0,021 W/(m·K) und einem typischen Wert von 0,02 W/(m·K) außerordentlich gering, was den Aerogelen eine hohe Temperaturstabilität auch unter extremen Bedingungen verleiht und sie zu den bisher besten Wärmedämmstoffen macht. Andere Quellen nennen bis 0,03 W/(m·K).
Auch zeigt sich eine sehr hohe Zustandsdichte, was mit einer stark erhöhten spezifischen Wärmekapazität bei tiefen Temperaturen verbunden ist.
Silicat-Aerogele können nicht von flüssigen Metallen benetzt oder chemisch angegriffen werden, sie sind also ihnen gegenüber chemisch inert. Ihr Schmelzpunkt liegt bei etwa 1200 °C. Zudem sind sie unbrennbar und ungiftig. Allerdings nehmen sie Luftfeuchtigkeit auf und neigen beim Trocknen zur Rissbildung.
Eine weitere Eigenschaft ist die mit 20 bis 800 m/s und einem typischen Wert von 100 m/s geringe Schallgeschwindigkeit und damit verknüpft auch geringe akustische Feldimpedanz innerhalb von Aerogelen.
Der Elastizitätsmodul bewegt sich in einem Bereich von 0,002 bis 100 MPa, mit einem typischen Wert von 1 MPa. 
Ein Phänomen, das bei Aerogelen beobachtet werden konnte, ist, dass diese im für den Menschen hörbaren Bereich klingen können, also Resonanzkörper darstellen. Die Frequenz ist dabei abhängig von der Art der Anregung. Dieser Effekt geht auf akustische Scherwellen zurück, die beim Anschlagen des Gels angeregt werden.

## Herstellung

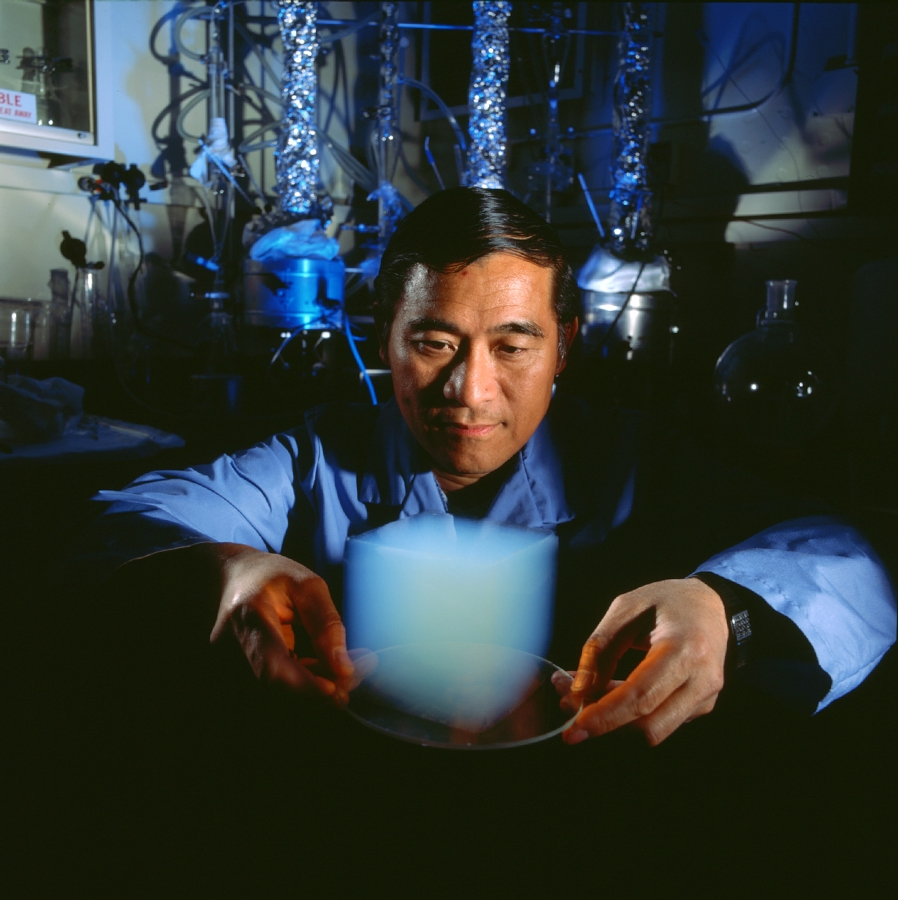
Aerogel-Würfel (mit dem Physiker Peter Tsou vom Jet Propulsion Laboratory)

Aerogele werden hergestellt, indem ein Gel aus einem gallertartigen Stoff, meist Kieselsäure, unter extremen Bedingungen getrocknet wird. Die erstmalige Synthese von Silicat-Aerogelen gelang dem amerikanischen Chemieingenieur Samuel Stephens Kistler (1900–1975) in den Jahren 1931/32. Er entwickelte als erster eine Methode, um Gele zu trocknen, ohne dass diese dabei eine Schrumpfung aufwiesen.

### Silicat-Aerogel nach Kistler
Kistler nutzte Natriumsilicat, das er mit Wasser vermischte und so eine Lösung herstellte (Wasserglas). Nach der Zugabe der als Fällungs-Reagenz wirkenden Salzsäure fielen mit der Zeit Kieselsäureteilchen aus (Fällungsreaktion), welche sich bedingt durch die Brownsche Molekularbewegung unkoordiniert in der Lösung verteilten und dabei auch zusammenstießen.
{\displaystyle \mathrm {Na_{2}SiO_{3}+2\ HCl\longrightarrow 2\ NaCl+H_{2}SiO_{3}} }
{\displaystyle \mathrm {H_{2}SiO_{3}\longrightarrow H_{2}O+SiO_{2}} }
Oder:
{\displaystyle \mathrm {Na_{2}H_{2}SiO_{4}+2\ HCl\longrightarrow 2\ NaCl+H_{4}SiO_{4}} }
{\displaystyle \mathrm {H_{4}SiO_{4}\longrightarrow 2\ H_{2}O+SiO_{2}} }
Durch die allmähliche Haftung aggregierten diese Teilchen mit der Zeit und binnen ungefähr eines Tages resultierte ein Gel mit netzartiger Struktur. Aus diesem wurde das Natriumchlorid und die überschüssige Salzsäure mit Wasser ausgespült (Aquagel) und es folgte eine Versetzung mit Alkohol (Alkogel). Dieser Schritt ist notwendig, da das Wasser ansonsten im weiteren Prozessverlauf die Gelstruktur wieder zerstören würde. Verdunstet der Alkohol langsam, so bilden sich aufgrund der wirkenden Oberflächenkräfte Menisken aus, welche sich in das Gel „eingraben“ und in diesem eine gangartige Struktur bedingen. Damit verbunden wäre eine Schrumpfung des Gels und als Ergebnis ein poröses Gefüge mit nur ungefähr 50 % Porenanteil, was es jedoch gerade zu vermeiden galt. Kistler nutzte zur Trocknung daher einen Autoklaven und erhöhte Temperatur und Druck über den kritischen Punkt von Alkohol, sodass ein überkritisches Fluid entstand. Diese Vorgehensweise wird als überkritische Trocknung bezeichnet. Die Phasengrenze zwischen Gas und Flüssigkeit war damit aufgehoben; Oberflächenkräfte, welche im anderen Fall zur Bildung von Menisken geführt hätten, existierten nicht mehr. Das überkritische Fluid wurde dann aus dem Autoklaven abgeblasen, wodurch das Produkt trocknete und schließlich zum Aerogel wurde. Dabei hatte das Aerogel die Größe und Form des ursprünglichen Gels behalten, wobei die von Kistler hergestellten Silicat-Aerogele eine Dichte von rund 30 bis 300 kg/m³ und eine Porosität im Bereich zwischen 86 und 98 % aufwiesen. Die Herstellungsmethode nach Kistler hatte jedoch den Nachteil, lang und aufwendig zu sein, was besonders den Lösungsmittelaustausch vor dem Verdampfen des Alkohols betraf.

### Verfahren nach Teichner – der Sol-Gel-Prozess
Stanislas Teichner versuchte in den 1960ern Kistlers Verfahren an der Universität Lyon zu reproduzieren, wobei er jedoch Wochen brauchte, um kleinere Aerogelproben herzustellen. Als Alternative entwickelte er 1968 den heute als Standardverfahren genutzten Sol-Gel-Prozess, welcher zudem 1986 nochmals verbessert wurde. Ausgangsstoff ist hier das giftige Tetramethylorthosilicat (TMOS), das nach der unten stehenden Reaktionsgleichung mit einer definierten Menge Wasser nach der Zugabe eines Katalysators langsam zu Orthokieselsäure und Methanol hydrolysiert.
{\displaystyle \mathrm {(H_{3}CO)_{4}Si+4\ H_{2}O\longrightarrow H_{4}SiO_{4}+4\ CH_{3}OH} }
Aus der Kieselsäure spaltet sich in der Folge Wasser ab und es entstehen SiO2-Tetraeder. Diese vernetzen sich in der Folge zu einem Gel. Die Trocknung des so entstandenen Alkogels erfolgt wiederum gleich zum Verfahren Kistlers, wobei das Methanol kritische Werte von 239,4 °C und 80,9 bar aufweist. Die Eigenschaften des sich so bildenden Aerogels, insbesondere Struktur und Dichte, können durch die Wahl des Katalysators, des pH-Wertes oder des Mengenverhältnisses der eingesetzten Substanzen, insbesondere des Methanols, gesteuert werden. Anwendung findet das Verfahren heute am DESY und in Lund.

### Andere Verfahren
In einem anderen Verfahren fertigt eine Forschergruppe unter Arlon Hunt an der University of California in Berkeley Aerogelstücke statt aus dem giftigen TMOS aus Tetraethylorthosilicat (TEOS). Zudem ersetzt man das brennbare Ethanol durch Kohlenstoffdioxid, was jedoch sehr zeitaufwendig ist. Ein Vorteil ist die mit 31 °C relativ niedrige kritische Temperatur des Kohlenstoffdioxids, wodurch der Trocknungsprozess wesentlich erleichtert wird.
Ein weiteres Verfahren findet bei BASF in Ludwigshafen am Rhein Anwendung, wo insbesondere Aerogel-Kügelchen (Granulat) mit rund einem bis sechs Millimetern Durchmesser und einer Dichte von ungefähr 200 kg/m3 hergestellt werden. Man bringt Schwefelsäure und Natriumsilicat zur Reaktion, indem man sie mit einer Mischdüse auf einen Kolben aufsprüht. Dabei kommt es zur Bildung von Alkalisalzen, die durch eine Nachbereitung ausgewaschen werden müssen. Der Vorteil dieses Prozesses liegt dabei in den vergleichsweise geringeren Kosten, der Nachteil ist in den schlechteren, insbesondere optischen Eigenschaften des Granulats zu sehen.
Kohlenstoff-Aerogele (CRF) werden vorwiegend durch die Pyrolyse von Resorcin-Formaldehyd-Aerogelen (RF) erzeugt. Bei der Herstellung der Resorcin-Formaldehyd-Aerogele kann an Stelle der überkritischen Trocknung auch die billigere Lufttrocknung verwendet werden.

## Anwendungen
Da der Brechungsindex der Aerogele in einem Bereich liegt, der weder durch Gase noch durch Flüssigkeiten oder konventionelle Festkörper erreichbar ist, spielen sie eine wichtige Rolle als so genanntes Radiatormaterial für Tscherenkov-Detektoren; Kohlenstoff-Aerogele außerdem wegen ihrer hohen elektrischen Leitfähigkeit und Stabilität in der Materialforschung für Elektrodenmaterial in Primär- und Brennstoffzellen, Fahrzeugkatalysatoren und Superkondensatoren.

### Speichermedium für Gase und Feststoffe
Wegen ihrer hohen Porosität entwickelte man Aerogele zunächst in der Absicht, Speichermöglichkeiten für Gase und Feststoffe zu erhalten. In den 1960er-Jahren wurden Aerogele auf ihre Tauglichkeit als Speichermedien für flüssigen Raketentreibstoff hin untersucht.

### Filterung

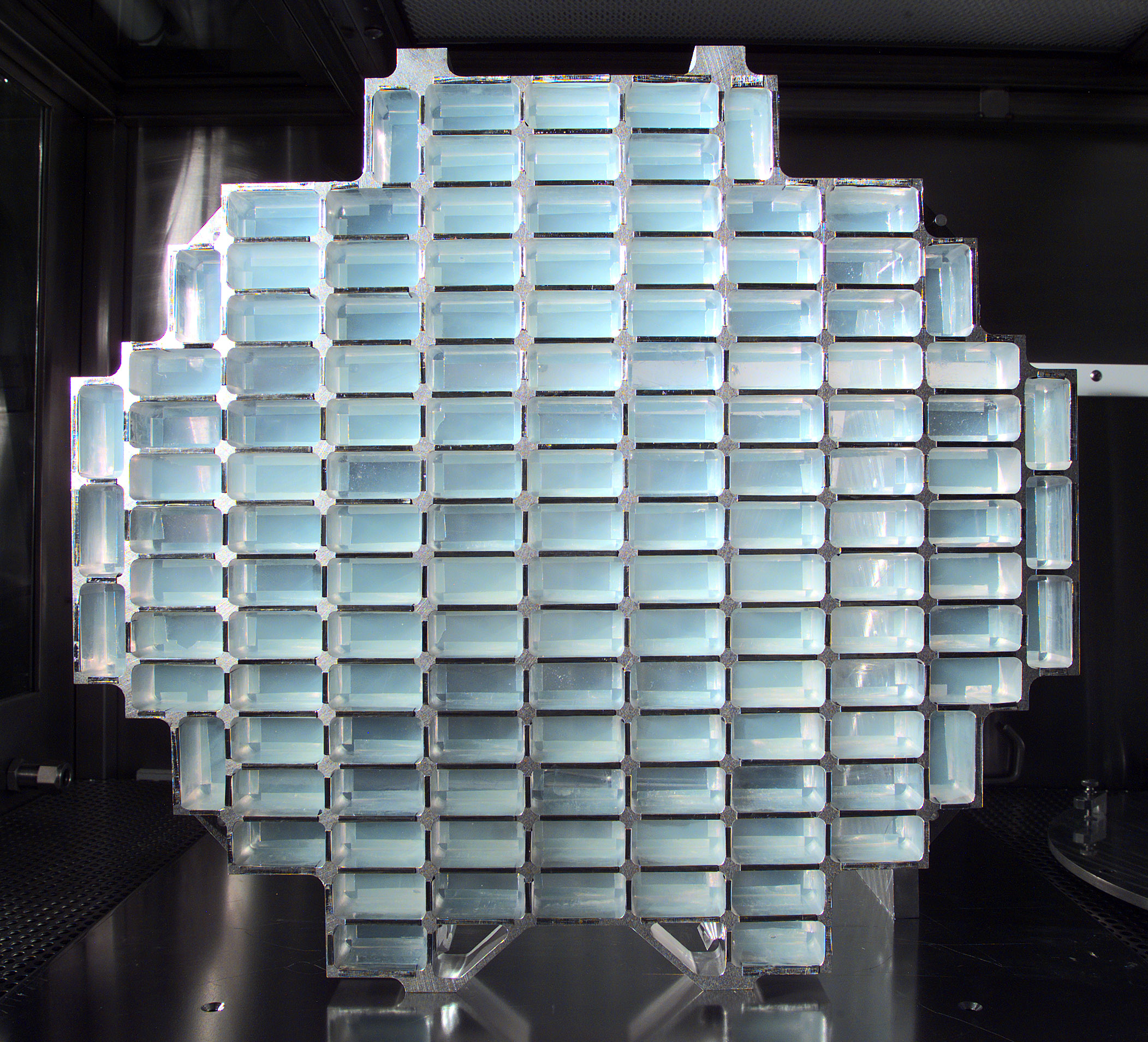
Staubkollektor mit Aerogel-Blöcken der Raumsonde Stardust

Durch ihre Feinstruktur sind Aerogele als Auffangmatrix für kleinste Staubpartikel einsetzbar. Sie wurden deshalb an Bord der „Kometenstaub-Raumsonde“ Stardust verwendet. Die eingefangenen Staubpartikel und Moleküle werden im Aerogel langsam abgebremst, so dass sie thermisch nicht zerstört werden. So gelang es u. a. auch das erste Mal, unbeschädigt Material eines Kometen (Wild 2) zur Erde zu bringen.

### Wärmedämmung
Besonders Silicat-Aerogele zeigen eine sehr geringe Wärmeleitfähigkeit und werden daher gerne als Dämmstoff für Spezialanwendungen (z. B. als transparente Wärmedämmung) verwendet; seit Anfang 2013 wird in der Schweiz ein entsprechender Spezialputz mit zugesetztem Aerogelgranulat vertrieben. Aerogel-Granulat wird auch als Einblasdämmstoff verwendet. Durch die geringe Korngröße und hohe Dämmwirkung eignet es sich besonders zur nachträglichen Kerndämmung von doppelschaligem Mauerwerk mit nur schmalem Zwischenraum.

### Kosmetik und Haarpflege
Feine, hydrophobische Aerogel-Partikel aus Silica-Silylate werden unter anderem als Fixierpuder in der Kosmetik und Volumen- und Stylingpuder in der Haarpflege verwendet.

### Pharmazie
Pharmazeutisch wird Siliziumdioxid-Aerogel als Trocknungs- und Lösemittel sowie als Trägerstoff verwendet.